# Nati il 28 gennaio
| Questa pagina contiene informazioni ricavate automaticamente dalle voci biografiche con l'ausilio del template Bio e di un bot. L'aggiornamento è periodico e automatico e ricostruisce completamente la pagina. Se manca una persona in questa lista, sei pregato di non aggiungerla, ma accertati piuttosto che la sua voce biografica contenga il template Bio e che i dati anagrafici siano correttamente compilati. Se il template Bio manca, inseriscilo tu stesso o, in alternativa, metti l'avviso {{tmp\|Bio}} che ne segnala la mancanza. Se i dati riportati sono sbagliati, correggi direttamente la voce biografica; le modifiche saranno visibili in questa lista entro pochi giorni. Per chiarimenti vedi il progetto biografie. La lista contiene solo le 1.255 persone che sono citate nell'enciclopedia e per le quali è stato implementato correttamente il template Bio. Pagina aggiornata al 17 ago 2025. |

## VI secolo(1)
- 598 - Tai Zong, imperatore cinese († 649)

## XIV secolo(1)
- 1311 - Giovanna II di Navarra, regina († 1349)

## XV secolo(3)
- 1406 - Guy XIV de Laval, militare francese († 1486)
- 1444 - Francesco de' Pazzi, banchiere e politico italiano († 1478)
- 1457 - Enrico VII d'Inghilterra, re britannico († 1509)

## XVI secolo(11)
- 1504 - Anna II di Stolberg, religiosa tedesca († 1574)
- 1507 - Ferrante I Gonzaga, nobile e condottiero italiano († 1557)
- 1540 - Ludolph van Ceulen, matematico e schermidore tedesco († 1610)
- 1540 - Nicolò Donà, doge († 1618)
- 1568 - Gustavo Vasa, principe svedese († 1607)
- 1572 - Giovanna Francesca Frémiot de Chantal, religiosa francese († 1641)
- 1578 - Cornelius Haga, diplomatico olandese († 1654)
- 1582 - John Barclay, scrittore e poeta scozzese († 1621)
- 1583 - Filippo Salviati, scienziato italiano († 1614)
- 1585 - Domenico II Contarini, doge († 1675)
- 1594 - Lodovico Melzi, nobile italiano († 1649)

## XVII secolo(11)
- 1605 - Madre Maria Eletta di Gesù, religiosa italiana († 1663)
- 1608 - Giovanni Alfonso Borelli, matematico, astronomo e fisiologo italiano († 1679)
- 1611 - Johannes Hevelius, astronomo polacco († 1687)
- 1618 - Reginaldus Cools, vescovo cattolico fiammingo († 1706)
- 1622 - Adrien Auzout, astronomo francese († 1691)
- 1631 - Arthur Capell, I conte di Essex, nobile inglese († 1683)
- 1649 - Antonio Vaira, vescovo cattolico italiano († 1732)
- 1659 - Giovanni Battista Quadrio, architetto italiano († 1722)
- 1668 - Pietro Baratta, scultore italiano († 1729)
- 1671 - William Stephens, politico britannico († 1753)
- 1680 - Claude Gros de Boze, numismatico francese († 1753)

## XVIII secolo(46)
- 1701 - Charles Marie de La Condamine, matematico e geografo francese († 1774)
- 1704 - Luigi di Lorena, principe († 1711)
- 1706 - John Baskerville, imprenditore britannico († 1775)
- 1708 - Jean-François-Joseph de Rochechouart, cardinale e vescovo cattolico francese († 1777)
- 1710 - Jean-Martial Frédou, pittore, disegnatore e incisore francese († 1795)
- 1711 - Antonio Branciforte Colonna, cardinale e arcivescovo cattolico italiano († 1786)
- 1712 - Tokugawa Ieshige, militare giapponese († 1761)
- 1717 - Mustafa III, sultano ottomano († 1774)
- 1724 - Nathanael Matthaeus von Wolf, medico, botanico e astronomo prussiano († 1784)
- 1726 - Christian Felix Weiße, poeta, scrittore e pedagogo tedesco († 1804)
- 1733 - Pietro Antonio Zaguri, politico italiano († 1806)
- 1734 - Giovanni Antinori, architetto italiano († 1792)
- 1734 - Pasquale Antonio Basili, compositore italiano
- 1751 - Georg Adolf Suckow, fisico, chimico e naturalista tedesco († 1813)
- 1752 - Giuseppe Carpani, scrittore e librettista italiano († 1825)
- 1752 - Luigi Trezza, ingegnere e architetto italiano († 1823)
- 1754 - Jean-Baptiste Moulin, generale francese († 1794)
- 1754 - Giovanni Francesco Toppia, vescovo cattolico italiano († 1828)
- 1755 - Giovanni Fantoni, poeta italiano († 1807)
- 1755 - Samuel Thomas von Sömmerring, medico, anatomista e antropologo tedesco († 1830)
- 1757 - Antonio Bartolomeo Bruni, compositore, violinista e direttore d'orchestra italiano († 1821)
- 1761 - Marguerite Gérard, pittrice francese († 1837)
- 1761 - Johann Jakob Hartenkeil, medico e chirurgo tedesco († 1808)
- 1763 - Jean-Baptiste Henri Barré de Saint-Leu, navigatore francese († 1830)
- 1763 - Antonio Pelizon, liutaio italiano († 1850)
- 1764 - George Gordon, nobile scozzese († 1791)
- 1767 - Giulio Ferrario, presbitero, storico e scrittore italiano († 1847)
- 1768 - Federico VI di Danimarca, re danese († 1839)
- 1768 - Jean Lefebvre de Cheverus, cardinale e arcivescovo cattolico francese († 1836)
- 1775 - Charlotte Campbell, romanziera inglese († 1861)
- 1778 - James Tallmadge, politico statunitense († 1853)
- 1780 - Giovanni Battista Velluti, cantante castrato italiano († 1861)
- 1784 - Matija Vertovc, storico e agronomo sloveno († 1851)
- 1786 - Carlo Maria Viganoni, pittore italiano († 1839)
- 1786 - Nathaniel Wallich, medico e botanico danese († 1854)
- 1789 - William Stephen Gilly, scrittore, viaggiatore e presbitero britannico († 1855)
- 1791 - Ferdinand Hérold, compositore, pianista e violinista francese († 1833)
- 1791 - Mary Telfair, collezionista d'arte e filantropa statunitense († 1875)
- 1793 - Michail Dmitrievič Gorčakov, generale russo († 1861)
- 1794 - Allen Gardiner, navigatore e missionario inglese († 1851)
- 1794 - Luisa di Sassonia-Hildburghausen, nobile († 1825)
- 1795 - Friedrich Gottlob Schulze, economista tedesco († 1860)
- 1796 - Friedrich Wilhelm Krummacher, teologo tedesco († 1868)
- 1800 - Carlo Bellerio, patriota italiano († 1886)
- 1800 - António Feliciano de Castilho, poeta portoghese († 1875)
- 1800 - Friedrich August Stüler, architetto tedesco († 1865)

## XIX secolo(178)
- 1801 - Jean Victor Adam, pittore francese († 1867)
- 1801 - Heinrich Franz Carl Billotte, pittore tedesco († 1892)
- 1804 - Eugenio I di Ligne, nobile, politico e diplomatico belga († 1880)
- 1805 - Santo Garovaglio, botanico e politico italiano († 1882)
- 1808 - Giuseppe Bella, ingegnere e politico italiano († 1884)
- 1809 - Theodor Benfey, filologo e orientalista tedesco († 1881)
- 1809 - Dionisio Cassitto, scrittore, meteorologo e politico italiano († 1858)
- 1810 - Karl Wilhelm Pohlke, pittore e matematico tedesco († 1876)
- 1811 - Louis François Clairville, poeta e drammaturgo francese († 1879)
- 1811 - Gaudenzio Gautieri, funzionario e politico italiano († 1858)
- 1812 - Ilija Garašanin, politico serbo († 1874)
- 1813 - Paolo Gorini, matematico e scienziato italiano († 1881)
- 1813 - Pietro Spangaro, militare, patriota e ufficiale italiano († 1894)
- 1814 - Marie-Cornélie Falcon, soprano francese († 1897)
- 1814 - Luigi Lavizzari, naturalista, geologo e politico svizzero († 1875)
- 1814 - Vittorio Sacchi, magistrato, prefetto e politico italiano († 1899)
- 1816 - Paola Elisabetta Cerioli, religiosa italiana († 1865)
- 1816 - Francesco Ranzi, imprenditore austriaco († 1882)
- 1817 - Simon François Bernard, medico e rivoluzionario francese († 1862)
- 1820 - Vincenzo Fuxa, patriota e militare italiano († 1903)
- 1820 - Vilhelm Pedersen, illustratore danese († 1859)
- 1820 - Karl von Prantl, filologo, filosofo e logico tedesco († 1888)
- 1821 - Zeferino González y Díaz Tuñón, cardinale e arcivescovo cattolico spagnolo († 1894)
- 1822 - Alexander Mackenzie, politico canadese († 1892)
- 1823 - Leonardo Campochiesa, pittore italiano († 1906)
- 1823 - Moritz Schiff, fisiologo e anatomista tedesco († 1896)
- 1824 - Marco Cossovich, patriota italiano († 1901)
- 1825 - Benedetto Cairoli, politico, patriota e militare italiano († 1889)
- 1825 - John E. B. Mayor, latinista, grecista e attivista britannico († 1910)
- 1826 - Louis Favre, architetto e ingegnere svizzero († 1879)
- 1827 - August Wilhelm von Babo, enologo austriaco († 1894)
- 1827 - Marcelina Darowska, religiosa polacca († 1911)
- 1827 - Alfred Grévin, disegnatore e scultore francese († 1892)
- 1827 - Coleman Sellers II, ingegnere, insegnante e inventore statunitense († 1907)
- 1828 - Michel Abeloos, scultore belga († 1881)
- 1828 - Roberto Ardigò, filosofo e pedagogista italiano († 1920)
- 1828 - Luigi Krumm, imprenditore e politico italiano († 1899)
- 1829 - William Duncombe, I conte di Feversham, politico inglese († 1915)
- 1830 - Agostino Fossati, pittore italiano († 1904)
- 1832 - Franz Wüllner, compositore e direttore d'orchestra tedesco († 1902)
- 1833 - Charles George Gordon, generale britannico († 1885)
- 1834 - Sabine Baring-Gould, presbitero e scrittore britannico († 1924)
- 1835 - Gaetano Marinelli, pittore italiano († 1924)
- 1836 - Alfonso Sanseverino Vimercati, nobile, politico e ingegnere italiano († 1907)
- 1836 - Theodor Weber, teologo e vescovo vetero-cattolico tedesco († 1906)
- 1837 - Giovanni Camerini, politico italiano († 1919)
- 1838 - Edward Cavendish, politico inglese († 1891)
- 1838 - James Craig Watson, astronomo canadese († 1880)
- 1841 - Luigi Chinaglia, politico e patriota italiano († 1906)
- 1841 - Vasilij Osipovič Ključevskij, storico russo († 1911)
- 1841 - Giacinta Pezzana, attrice teatrale e attrice cinematografica italiana († 1919)
- 1841 - Henry Morton Stanley, giornalista e esploratore statunitense († 1904)
- 1842 - Alexander-Jacques Chantron, pittore francese († 1918)
- 1842 - Alessandro Nelli, imprenditore italiano
- 1843 - Francesco Ingrao, politico italiano († 1918)
- 1843 - Emile Pradignat, scacchista francese († 1912)
- 1843 - Mihkel Veske, linguista e poeta estone († 1890)
- 1844 - Jean-Baptiste Eugène Bellier de la Chavignerie, entomologo francese († 1888)
- 1844 - Gyula Benczúr, pittore ungherese († 1920)
- 1844 - Leopoldo De Feis, archeologo e presbitero italiano († 1909)
- 1846 - Nicola Sculco, storico italiano († 1913)
- 1849 - Denis Joseph O'Connell, vescovo cattolico irlandese († 1927)
- 1851 - Pierre Carrier-Belleuse, pittore francese († 1932)
- 1851 - Camillo Finocchiaro Aprile, politico e giurista italiano († 1916)
- 1851 - Francisco Gomes Teixeira, matematico portoghese († 1933)
- 1852 - Alberto Dallolio, politico e storico italiano († 1935)
- 1852 - Giovanni Martini, patriota e militare italiano († 1922)
- 1853 - José Martí, scrittore, politico e rivoluzionario cubano († 1895)
- 1853 - Vladimir Sergeevič Solov'ëv, filosofo, teologo e poeta russo († 1900)
- 1854 - Cosmo Guastella, filosofo italiano († 1922)
- 1854 - Max Hofmeier, ginecologo tedesco († 1927)
- 1855 - Eugénie Garsin, imprenditrice e scrittrice francese († 1927)
- 1855 - William Evans Hoyle, zoologo britannico († 1926)
- 1855 - Seikei Sekiya, geologo e sismologo giapponese († 1896)
- 1856 - Eva Dell'Acqua, compositrice e cantante italiana († 1930)
- 1858 - Edgeworth David, geologo e esploratore gallese († 1934)
- 1858 - Eugène Dubois, antropologo olandese († 1940)
- 1859 - Giulio Chiarugi, anatomista e politico italiano († 1944)
- 1859 - Vincenzo Rosati, ingegnere, archeologo e pittore italiano († 1943)
- 1860 - Gerardo Berenga, avvocato e politico italiano († 1944)
- 1861 - Juan José de Amézaga, politico uruguaiano († 1956)
- 1861 - Daniel Willard, manager statunitense († 1942)
- 1862 - Umberto Fracassini, storico e presbitero italiano († 1950)
- 1862 - Giuseppe Vanni, fisico e inventore italiano († 1934)
- 1864 - Herbert Akroyd Stuart, inventore, ingegnere e progettista britannico († 1927)
- 1864 - Joseph Bédier, filologo francese († 1938)
- 1864 - Pietro Chimienti, politico italiano († 1938)
- 1864 - Anna Golubkina, scultrice sovietica († 1927)
- 1864 - Trifone Pederzolli, vescovo cattolico italiano († 1941)
- 1865 - Emma Eckstein, psicoanalista austriaca († 1924)
- 1865 - Lala Lajpat Rai, attivista indiano († 1928)
- 1865 - Kaarlo Juho Ståhlberg, politico e giurista finlandese († 1952)
- 1866 - César Álvarez Dumont, pittore spagnolo († 1945)
- 1867 - Giovanni Corsi, ingegnere e politico italiano († 1953)
- 1867 - Eugène Goossens, violinista e direttore d'orchestra francese († 1958)
- 1868 - Julián Aguirre, compositore, pianista e critico musicale argentino († 1924)
- 1868 - John Flanagan, discobolo, martellista e tiratore di fune irlandese († 1938)
- 1868 - Frederic Lamond, pianista e compositore scozzese († 1948)
- 1868 - Ossip Lourié, scrittore russo († 1955)
- 1868 - Baldo Rossi, medico e politico italiano († 1932)
- 1868 - Longyu, imperatrice cinese († 1913)
- 1870 - Olindo Malagodi, scrittore, giornalista e politico italiano († 1934)
- 1872 - Otto Braun, politico tedesco († 1955)
- 1873 - Colette, scrittrice e attrice teatrale francese († 1954)
- 1875 - Julián Carrillo, compositore, direttore d'orchestra e violinista messicano († 1965)
- 1876 - Dorothy Donnelly, attrice, drammaturga e librettista statunitense († 1928)
- 1876 - Eleuterio Rodolfi, attore, regista e sceneggiatore italiano († 1933)
- 1876 - André Wilmart, presbitero e medievista francese († 1941)
- 1877 - Francis de Croisset, drammaturgo, librettista e scrittore belga († 1937)
- 1877 - Eugenio Raffaele Faggiano, vescovo cattolico italiano († 1960)
- 1877 - Semën Ljudvigovič Frank, filosofo e psicologo russo († 1950)
- 1877 - Anton Johanson, calciatore e allenatore di calcio svedese († 1952)
- 1878 - Frederick Humphreys, tiratore di fune e lottatore britannico († 1954)
- 1879 - Eugen Illés, regista, direttore della fotografia e sceneggiatore ungherese († 1951)
- 1879 - Harry Kerr, marciatore neozelandese († 1951)
- 1879 - Michele Rigillo, poeta, storico e critico letterario italiano († 1958)
- 1879 - Trinità del Cuore Purissimo di Maria, religiosa spagnola († 1949)
- 1880 - Mary Boland, attrice statunitense († 1965)
- 1881 - Siegfried Jacobsohn, scrittore e critico teatrale tedesco († 1926)
- 1881 - Charles Willy Kayser, attore e regista tedesco († 1942)
- 1881 - Cesare Teofilato, storico, bibliotecario e politico italiano († 1961)
- 1882 - Pascual Orozco, generale e rivoluzionario messicano († 1915)
- 1883 - Paolina Giorgi, cantante, attrice e imprenditrice italiana († 1911)
- 1884 - René-Léon Bourret, geologo e zoologo francese († 1957)
- 1884 - Auguste Piccard, fisico e esploratore svizzero († 1962)
- 1884 - Jean-Felix Piccard, chimico, ingegnere e esploratore svizzero († 1963)
- 1884 - Giuseppe Sinigaglia, canottiere e militare italiano († 1916)
- 1885 - Cesare Benelli, generale italiano († 1943)
- 1885 - Maurice Brocco, ciclista su strada e pistard francese († 1965)
- 1885 - Julia Cæsar, attrice svedese († 1971)
- 1885 - Frederic Lewy, neurologo tedesco († 1950)
- 1885 - Władysław Raczkiewicz, militare e politico polacco († 1947)
- 1886 - Giulio Barni, sindacalista italiano († 1915)
- 1886 - Martha Bibescu, nobildonna, scrittrice e poetessa rumena († 1973)
- 1886 - Jacques Hébertot, giornalista, editore e drammaturgo francese († 1970)
- 1886 - José Linhares, magistrato e politico brasiliano († 1957)
- 1886 - Sam McDaniel, attore statunitense († 1962)
- 1886 - Hidetsugu Yagi, ingegnere elettrotecnico giapponese († 1976)
- 1887 - Fanny Anitúa, contralto messicano († 1969)
- 1887 - Domenico Bulgarini, editore e scrittore italiano († 1966)
- 1887 - Carlo Hopf, calciatore svizzero († 1959)
- 1887 - Francesco Merli, tenore italiano († 1976)
- 1887 - Arthur Rubinstein, pianista polacco († 1982)
- 1888 - Antonio Legnani, ammiraglio italiano († 1943)
- 1888 - Kaarlo Soinio, ginnasta e calciatore finlandese († 1960)
- 1889 - Ramón Iglesias i Navarri, vescovo cattolico spagnolo († 1972)
- 1889 - Raffaele Perrottelli, militare italiano († 1915)
- 1890 - Alfred Compeyrat, calciatore francese († 1951)
- 1890 - Fusako Kitashirakawa, principessa giapponese († 1974)
- 1890 - Robert Stroud, criminale e ornitologo statunitense († 1963)
- 1891 - Barney Sedran, cestista e allenatore di pallacanestro statunitense († 1969)
- 1892 - Carlo Emilio Bonferroni, matematico italiano († 1960)
- 1892 - Augusto Genina, regista, sceneggiatore e produttore cinematografico italiano († 1957)
- 1892 - Fëdor Raskol'nikov, giornalista, politico e rivoluzionario russo († 1939)
- 1892 - Ernst Lubitsch, regista, attore e sceneggiatore tedesco († 1947)
- 1892 - Ivan Vladimirovič Tjulenev, generale sovietico († 1978)
- 1892 - Luigi Visintin, geografo italiano († 1958)
- 1893 - Adolf Aber, musicologo e critico musicale tedesco († 1960)
- 1893 - Giuseppe Babbi, politico e sindacalista italiano († 1969)
- 1893 - Pëtr Grigor'evič Bogatyrëv, etnografo e docente russo († 1971)
- 1893 - Kurt Katch, attore polacco († 1958)
- 1893 - Edwin B. Willis, scenografo statunitense († 1963)
- 1894 - John D'Albiac, generale britannico († 1963)
- 1894 - Hugo Kinert, allenatore di calcio e calciatore jugoslavo († 1969)
- 1894 - Laura Pasini, soprano italiano († 1942)
- 1895 - Veronika Bužinskaja, attrice sovietica († 1983)
- 1897 - Mario Cotellessa, politico italiano († 1978)
- 1897 - Umberto Visetti, militare italiano († 1973)
- 1898 - Erik Abrahamsson, lunghista e hockeista su ghiaccio svedese († 1965)
- 1898 - Pompeo Borra, pittore italiano († 1973)
- 1898 - Armando Fedeli, operaio, antifascista e politico italiano († 1965)
- 1898 - Vittorio Rieti, compositore italiano († 1994)
- 1899 - Märta Ekström, attrice svedese († 1952)
- 1899 - Giulio Lusi, militare italiano († 1918)
- 1899 - Vladimir Grigor'evič Venžer, economista sovietico († 1990)
- 1900 - Anni Holdmann, velocista tedesca († 1960)
- 1900 - Hermann Kesten, romanziere, drammaturgo e editore tedesco († 1996)
- 1900 - Osvaldo Sacchi, allenatore di calcio e calciatore italiano († 1984)

## XX secolo(956)
- 1901 - František Kopřiva, calciatore cecoslovacco († 1962)
- 1902 - Ole Bardahl, imprenditore norvegese († 1989)
- 1902 - Argentina Cerne, pittrice italiana († 1974)
- 1902 - Giobbe Giopp, antifascista e ingegnere italiano († 1983)
- 1902 - Antonino Giuffrè, editore italiano († 1964)
- 1902 - Alfred Hamilton Barr Jr., storico dell'arte statunitense († 1981)
- 1902 - Jean Piel, scrittore, editore e filosofo francese († 1996)
- 1903 - Matvej Isaakovič Blanter, compositore sovietico († 1990)
- 1903 - Mario Bonivento, calciatore e allenatore di calcio italiano († 1984)
- 1903 - Ed Hart, calciatore statunitense († 1974)
- 1903 - Tani Jun, attrice e commediografa russa († 1977)
- 1903 - Giovanni Lampariello, matematico e fisico italiano († 1964)
- 1903 - Kathleen Lonsdale, fisica britannica († 1971)
- 1903 - Antonio Negrini, ciclista su strada e pistard italiano († 1994)
- 1904 - Pierina Campanella, dirigente d'azienda italiana († 2006)
- 1904 - Valerij Solovcov, attore sovietico († 1977)
- 1905 - Fausto dos Santos, calciatore brasiliano († 1939)
- 1905 - Jaroslav Kučera, calciatore cecoslovacco († 1984)
- 1905 - György Kulin, astronomo ungherese († 1989)
- 1905 - Serge Peretti, ballerino e coreografo italiano († 1997)
- 1905 - Maria Piantanida, allenatrice di ginnastica artistica, cestista e velocista italiana († 1990)
- 1905 - Peggy Saunders, tennista britannica († 1941)
- 1906 - Robert Alton, danzatore, coreografo e regista statunitense († 1957)
- 1906 - Tom Arrigan, calciatore irlandese († 1974)
- 1906 - Rodolfo Augustinovich, calciatore ungherese
- 1906 - Rubens Franzini, calciatore italiano
- 1906 - Arvella Gray, cantante e chitarrista statunitense († 1980)
- 1906 - Frank Launder, regista, sceneggiatore e produttore cinematografico britannico († 1997)
- 1906 - Jean Malisart, pallanuotista belga
- 1907 - Miroslav Dešković, calciatore jugoslavo († 1943)
- 1907 - Giansiro Ferrata, critico letterario e scrittore italiano († 1986)
- 1907 - Antanas Impulevičius, militare lituano († 1970)
- 1907 - Héctor López Reboledo, allenatore di pallacanestro uruguaiano († 1989)
- 1907 - Joan Meredith, attrice statunitense († 1980)
- 1907 - Ulyses Petit de Murat, poeta, giornalista e drammaturgo argentino († 1983)
- 1908 - Erik Almgren, calciatore e allenatore di calcio svedese († 1989)
- 1908 - Luigi Broggini, scultore italiano († 1983)
- 1908 - Fedele Gentile, attore italiano († 1993)
- 1908 - Pat Kennedy, arbitro di pallacanestro statunitense († 1957)
- 1908 - Paul Misraki, compositore e paroliere francese († 1998)
- 1908 - Ricardo Rimini, schermidore uruguaiano († 1972)
- 1909 - Hans Bernhardt, pistard tedesco († 1940)
- 1909 - Colin Munro MacLeod, genetista canadese († 1972)
- 1909 - Nino Rosani, architetto italiano († 2000)
- 1909 - John Thomson, calciatore scozzese († 1931)
- 1910 - John Banner, attore statunitense († 1973)
- 1910 - Arnold Moss, attore statunitense († 1989)
- 1910 - Tatjana Sais, attrice, cabarettista e doppiatrice tedesca († 1981)
- 1911 - Mario Gordini, partigiano italiano († 1944)
- 1911 - Mahmoud Messaadi, scrittore e politico tunisino († 2004)
- 1911 - Giovanni Savonuzzi, ingegnere e designer italiano († 1987)
- 1912 - Teresio Chiodi, calciatore italiano († 1971)
- 1912 - Olof Gigon, filologo classico e grecista svizzero († 1998)
- 1912 - Aleksej Konsovskij, attore sovietico († 1991)
- 1912 - Jackson Pollock, pittore statunitense († 1956)
- 1912 - Leone Sbrana, scrittore e politico italiano († 1975)
- 1912 - Josef Sedláček, calciatore cecoslovacco († 1985)
- 1912 - Paula Stone, attrice statunitense († 1997)
- 1913 - Dante Bertoli, lottatore italiano († 1996)
- 1913 - Domenico Cardini, architetto italiano († 1997)
- 1913 - Bob Clark, multiplista statunitense († 1976)
- 1913 - Renzo Del Chicca, allenatore di pallavolo italiano († 1995)
- 1913 - Terzo Drusin, partigiano italiano († 1944)
- 1913 - Giovanni Giraud, calciatore italiano († 2013)
- 1913 - Maurice Gosfield, attore e doppiatore statunitense († 1964)
- 1913 - Juan Huguet y Cardona, presbitero spagnolo († 1936)
- 1913 - André Losay, scrittore e compositore francese († 1984)
- 1914 - Salvador Arqueta, calciatore spagnolo († 1981)
- 1914 - Hermenegildo Elices, calciatore spagnolo († 1964)
- 1914 - Aleksej Jakušev, pallavolista e allenatore di pallavolo sovietico († 1969)
- 1914 - Désiré Koranyi, calciatore e allenatore di calcio ungherese († 1981)
- 1914 - Tom Neal, attore statunitense († 1972)
- 1914 - Enzo Romagnoli, cantante italiano († 1974)
- 1915 - Herbert A. Cahn, numismatico e archeologo tedesco († 2002)
- 1915 - Zdzisław Radomski, militare e aviatore polacco († 2000)
- 1915 - Brian Shawe Taylor, pilota automobilistico britannico († 1999)
- 1916 - Giovanni Cultrone, mezzofondista e siepista italiano († 1972)
- 1916 - Vergílio Ferreira, scrittore, saggista e filosofo portoghese († 1996)
- 1916 - Carlo Grazioli, calciatore italiano
- 1916 - Peter Darbishire Orton, micologo britannico († 2005)
- 1916 - Louis-René des Forêts, scrittore e poeta francese († 2000)
- 1917 - Roberto Bandini, militare italiano († 1942)
- 1917 - William P. Gottlieb, fotografo statunitense († 2006)
- 1917 - Gino Sciardis, ciclista su strada italiano († 1968)
- 1918 - Suzanne Flon, attrice francese († 2005)
- 1918 - Sandro Puppo, allenatore di calcio e calciatore italiano († 1986)
- 1919 - Vicente Asensi, calciatore spagnolo († 2000)
- 1919 - Olivier Eggimann, calciatore svizzero († 2002)
- 1919 - Bo Ericson, martellista svedese († 1970)
- 1919 - Wilson Ferreira Aldunate, politico uruguaiano († 1988)
- 1919 - Gabby Gabreski, aviatore statunitense († 2002)
- 1919 - Adalbert Iordache, pallanuotista rumeno († 1995)
- 1920 - Maria Becker, attrice tedesca († 2012)
- 1920 - Valentina Michajlovna Borisenko, scacchista russa († 1993)
- 1920 - Santi Corvaja, giornalista e scrittore italiano († 1999)
- 1920 - Barbara Freking, attrice e modella statunitense († 2008)
- 1920 - Gilles-Gaston Granger, filosofo francese († 2016)
- 1920 - Donald deAvila Jackson, psichiatra statunitense († 1968)
- 1920 - Karl Mitterdorfer, politico italiano († 2017)
- 1920 - Giuseppe Pozzo, calciatore italiano
- 1920 - Lewis Wilson, attore statunitense († 2000)
- 1921 - Roberto Bortoluzzi, giornalista e conduttore radiofonico italiano († 2007)
- 1921 - Omero Carmellini, calciatore italiano († 1997)
- 1921 - Orazio Frugoni, pianista italiano († 1997)
- 1921 - Arthur Allen Hoag, astronomo statunitense († 1999)
- 1921 - Vytautas Norkus, cestista lituano († 2014)
- 1922 - Emile Habibi, scrittore e politico palestinese († 1996)
- 1922 - Robert William Holley, biochimico statunitense († 1993)
- 1922 - Filippo Manna, ingegnere italiano († 2009)
- 1922 - Luca Pavolini, giornalista e politico italiano († 1986)
- 1923 - Richard Herrmann, calciatore tedesco occidentale († 1962)
- 1923 - Léon Lampo, cestista belga († 1985)
- 1923 - Fausto Papetti, sassofonista italiano († 1999)
- 1923 - Giuseppe Picedi Benettini, partigiano italiano († 1944)
- 1923 - Ivo Robić, cantautore croato († 2000)
- 1923 - Roberto Roversi, scrittore, poeta e paroliere italiano († 2012)
- 1923 - Cosma Spessotto, presbitero e francescano italiano († 1980)
- 1924 - Marcel Broodthaers, performance artist e poeta belga († 1976)
- 1924 - Santi Correnti, storico e latinista italiano († 2009)
- 1924 - Mario De Paolis, generale italiano († 2012)
- 1924 - Jacques de Launay, scrittore francese
- 1924 - Karl Guðmundsson, allenatore di calcio e calciatore islandese († 2012)
- 1924 - Jean Le Boulch, medico francese († 2001)
- 1925 - Giulio Becagli, calciatore italiano
- 1925 - Bob Fisher, cestista statunitense († 2017)
- 1925 - Yasuji Mori, animatore giapponese († 1992)
- 1925 - Andrzej Stelmachowski, politico, giurista e insegnante polacco († 2009)
- 1926 - Hans Bild, calciatore tedesco († 2004)
- 1926 - Jimmy Bryan, pilota automobilistico statunitense († 1960)
- 1926 - Francesco Calzolari, partigiano italiano († 1944)
- 1926 - Carlo Dossi, ex calciatore italiano
- 1926 - Ewald Follmann, calciatore tedesco († 1990)
- 1926 - Gene Hartley, pilota automobilistico statunitense († 1993)
- 1926 - Maneca, calciatore brasiliano († 1961)
- 1926 - Uberto Mori, ingegnere italiano († 1989)
- 1926 - Cesare Pirisi, politico e giornalista italiano († 2013)
- 1926 - Vittorio Rossello, ciclista su strada italiano († 2016)
- 1926 - Armando Silvestre, attore messicano († 2024)
- 1927 - Lúcio Alves, cantante, chitarrista e compositore brasiliano († 1993)
- 1927 - Karl Bögelein, calciatore e allenatore di calcio tedesco († 2016)
- 1927 - Per Oscarsson, attore svedese († 2010)
- 1927 - Achille Perilli, pittore italiano († 2021)
- 1927 - Bobo Piccoli, artista italiano († 1981)
- 1927 - Hiroshi Teshigahara, regista e sceneggiatore giapponese († 2001)
- 1928 - Walter Brandi, attore e produttore cinematografico italiano († 1996)
- 1928 - Renato Calligaro, vignettista e fumettista italiano († 2023)
- 1928 - Jean-Jacques Guilbert, medico e pedagogista francese († 2021)
- 1928 - Folco Perrino, pianista italiano († 2015)
- 1928 - Paolo Rosi, pugile italiano († 2004)
- 1928 - Davide Schiffer, neurologo italiano († 2020)
- 1928 - Willi Sturm, pallanuotista tedesco († 1993)
- 1928 - Irena Szydłowska, arciera polacca († 1983)
- 1928 - Silvio Vitale, politico e avvocato italiano († 2005)
- 1928 - Jorge Zorreguieta, funzionario e politico argentino († 2017)
- 1929 - Bob Bass, allenatore di pallacanestro e dirigente sportivo statunitense († 2018)
- 1929 - Mario Bertolo, ciclista italiano († 2009)
- 1929 - Acker Bilk, clarinettista e cantante britannico († 2014)
- 1929 - Vanja Blomberg, ex ginnasta svedese
- 1929 - Ernesto Di Fresco, imprenditore e politico italiano († 2002)
- 1929 - Glenn W. Ferguson, diplomatico statunitense († 2007)
- 1929 - Edith M. Flanigen, chimica statunitense
- 1929 - Tullio Gregory, filosofo e storico della filosofia italiano († 2019)
- 1929 - Ali Mirzaei, sollevatore iraniano († 2020)
- 1929 - Claes Oldenburg, artista e scultore svedese († 2022)
- 1929 - Nikolaj Paršin, calciatore sovietico († 2012)
- 1929 - Franz Reitz, ciclista su strada, pistard e ciclocrossista tedesco († 2011)
- 1929 - Luigi Stradella, pittore italiano († 2020)
- 1929 - Clem Thomas, giornalista britannico († 1996)
- 1930 - Kurt Biedenkopf, politico tedesco († 2021)
- 1930 - Alberto Corazza, calciatore italiano († 1967)
- 1930 - Armando Estrada Rivero, ex cestista cubano
- 1930 - Angel Pocho Gatti, pianista, arrangiatore e direttore d'orchestra argentino († 2000)
- 1930 - Luis de Pablo, compositore spagnolo († 2021)
- 1931 - Lucia Bosè, attrice italiana († 2020)
- 1931 - Paolino Dimai, pattinatore di velocità su ghiaccio italiano († 2011)
- 1931 - Naci Erdem, calciatore turco († 2022)
- 1931 - Ezio Flagello, basso statunitense († 2009)
- 1931 - Bringfried Müller, calciatore e allenatore di calcio tedesco orientale († 2016)
- 1932 - Percy Aires, attore brasiliano († 1992)
- 1932 - Aldo Drosina, calciatore e allenatore di calcio jugoslavo († 2000)
- 1932 - Mario Grasso, poeta, scrittore e saggista italiano († 2022)
- 1932 - Parry O'Brien, pesista e discobolo statunitense († 2007)
- 1932 - Prithipal Singh, hockeista su prato indiano († 1983)
- 1933 - Carlo Battaglia, pittore italiano († 2005)
- 1933 - Luciano Biasutti, trombettista italiano
- 1933 - Charles Borromel, attore inglese († 2007)
- 1933 - Jack Hill, regista e sceneggiatore statunitense
- 1933 - Erik Hornung, egittologo lettone († 2022)
- 1933 - Armando Lombardo, attore, regista teatrale e scrittore italiano
- 1933 - Vadim Lysenko, regista sovietico
- 1933 - Bruno Modugno, giornalista, scrittore e regista italiano († 2020)
- 1933 - Helena Tattermuschová, soprano ceco († 2025)
- 1934 - Marinus Boezem, artista olandese
- 1934 - Bob Braden, informatico statunitense († 2018)
- 1934 - Giuseppe Ciarrapico, imprenditore, politico e editore italiano († 2019)
- 1934 - Francesco Froio, politico italiano († 2013)
- 1934 - Ėduard Aleksandrovič Gavrilov, regista sovietico († 2000)
- 1934 - Colette Guillaumin, sociologa francese († 2017)
- 1934 - Brian Peckham, orientalista canadese († 2008)
- 1935 - John Davis Chandler, attore statunitense († 2010)
- 1935 - Francesco Lo Savio, artista italiano († 1963)
- 1935 - David Lodge, scrittore, critico letterario e anglista britannico († 2025)
- 1935 - Nicholas Pryor, attore statunitense († 2024)
- 1935 - Yoshikazu Shirakawa, fotografo giapponese († 2022)
- 1936 - Alan Alda, attore, regista e sceneggiatore statunitense
- 1936 - Waldyr Geraldo Boccardo, cestista brasiliano († 2018)
- 1936 - Vincenzo Faleo, ex calciatore italiano
- 1936 - Delio Gamboa Rentería, calciatore colombiano († 2018)
- 1936 - Ismail Kadare, scrittore, poeta e saggista albanese († 2024)
- 1936 - Mario Ortiz, calciatore cileno († 2006)
- 1936 - Julia Ortiz, cestista paraguaiana († 2017)
- 1936 - Ljuben Popov, scacchista bulgaro
- 1937 - Carolyn Hester, cantautrice statunitense
- 1938 - Piero Agnetti, pittore italiano
- 1938 - Nabih Berri, politico libanese
- 1938 - William Christian, ex hockeista su ghiaccio statunitense
- 1938 - Tomas Lindahl, chimico svedese
- 1938 - Stefan Stojkov, cestista bulgaro († 2013)
- 1938 - Leonid Žabotyns'kyj, sollevatore sovietico († 2016)
- 1939 - Piero Baldini, attore, regista e doppiatore italiano († 2021)
- 1939 - Francesco Canella, allenatore di calcio e ex calciatore italiano
- 1939 - John Fabian, ex astronauta statunitense
- 1939 - Boris Khanukov, scacchista ucraino († 2023)
- 1939 - Mario Masini, direttore della fotografia italiano († 2023)
- 1939 - Nicola Materazzi, ingegnere italiano († 2022)
- 1939 - Masashi Shiga, ex cestista giapponese
- 1939 - Viktor Šustikov, ex calciatore e allenatore di calcio sovietico
- 1939 - Carlos Vega, cestista messicano
- 1940 - Beverly Bainbridge, nuotatrice australiana († 2016)
- 1940 - Miguel Barnet, romanziere, poeta e etnografo cubano
- 1940 - Micky Block, calciatore inglese († 2019)
- 1940 - Barbara Evans, nuotatrice australiana († 2021)
- 1940 - Antonio González Álvarez, ex calciatore spagnolo
- 1940 - Carlos Slim Helú, imprenditore messicano
- 1940 - Bernd Klingner, ex tiratore a segno tedesco
- 1940 - František Schmucker, calciatore cecoslovacco († 2004)
- 1940 - Ettore Venturelli, calciatore italiano († 2014)
- 1941 - Jochen Busse, attore e cabarettista tedesco
- 1941 - Doreen Denny, ex danzatrice su ghiaccio britannica
- 1941 - Andreas Filōtas, ex calciatore cipriota
- 1941 - Courtney Jones, ex danzatore su ghiaccio britannico
- 1941 - Noboru Kawasaki, fumettista e illustratore giapponese
- 1941 - King Tubby, produttore discografico giamaicano († 1989)
- 1941 - Jevhen Marčuk, politico ucraino († 2021)
- 1941 - Heidi Mittermaier, ex sciatrice alpina tedesca
- 1941 - Alberto Monaci, politico italiano († 2024)
- 1941 - Giacomo Porrazzini, politico italiano
- 1941 - Jacinto Santos, calciatore portoghese († 2023)
- 1941 - Fernando Serena, calciatore spagnolo († 2018)
- 1941 - Stefan Jerzy Zweig, scrittore austriaco († 2024)
- 1942 - Hans-Jürgen Bäumler, ex pattinatore artistico su ghiaccio, attore e cantante tedesco
- 1942 - Sjoukje Dijkstra, pattinatrice artistica su ghiaccio olandese († 2024)
- 1942 - André Waignein, compositore belga († 2015)
- 1943 - John Beck, attore statunitense
- 1943 - Fabio Buzzi, imprenditore, ingegnere e pilota motonautico italiano († 2019)
- 1943 - Jim Caldwell, cestista statunitense († 2023)
- 1943 - Paul Henderson, ex hockeista su ghiaccio canadese
- 1943 - Kim Jung-nam, allenatore di calcio e ex calciatore sudcoreano
- 1943 - Malvina Major, soprano neozelandese
- 1943 - Marcella Michelangeli, attrice e cantante italiana
- 1943 - Marcello Pera, politico e filosofo italiano
- 1943 - Antonio Soda, magistrato e politico italiano († 2014)
- 1943 - Dick Taylor, cantante, chitarrista e polistrumentista britannico
- 1944 - Alister Allan, ex tiratore a segno britannico
- 1944 - Gian Piero Ghio, ex calciatore e allenatore di calcio italiano
- 1944 - Fred Hoaglin, ex giocatore di football americano e allenatore di football americano statunitense
- 1944 - Susan Howard, attrice, scrittrice e sceneggiatrice statunitense
- 1944 - Vicente Jiménez Zamora, arcivescovo cattolico spagnolo
- 1944 - Rosalía Mera, imprenditrice spagnola († 2013)
- 1944 - Silvana Pisa, politica italiana
- 1944 - Achim Reichel, cantante e chitarrista tedesco
- 1944 - Franco Rosi, imitatore italiano († 2019)
- 1944 - John Tavener, compositore britannico († 2013)
- 1945 - Alessandro Bianchi, politico e urbanista italiano
- 1945 - Frank Doubleday, attore statunitense († 2018)
- 1945 - Karen Lynn Gorney, attrice e cantante statunitense
- 1945 - Marthe Keller, attrice e regista teatrale svizzera
- 1945 - Karl-Heinz Luck, combinatista nordico tedesco († 2024)
- 1945 - Berit Nesheim, regista norvegese
- 1945 - John Perkins, saggista statunitense
- 1945 - Robert Wyatt, batterista, cantante e tastierista inglese
- 1946 - Carlos Cano, cantautore spagnolo († 2000)
- 1946 - Giuliana Valci, cantante e astrologa italiana († 2019)
- 1946 - Juan Verduzco, attore messicano († 2024)
- 1947 - Franco Antoci, politico italiano
- 1947 - Fons Bastijns, calciatore belga († 2008)
- 1947 - Niklas Falk, attore svedese
- 1947 - Felipe González González, politico messicano († 2023)
- 1947 - Tonino Perna, economista, sociologo e politico italiano
- 1947 - José Francisco Rojo, calciatore e allenatore di calcio spagnolo († 2022)
- 1947 - Jeanne Shaheen, politica statunitense
- 1947 - Greg Smith, ex cestista statunitense
- 1948 - Francesca Alinovi, critica d'arte italiana († 1983)
- 1948 - René Blattmann, magistrato boliviano
- 1948 - Stuart Boam, allenatore di calcio e ex calciatore inglese
- 1948 - Alan Davies, ex rugbista a 15 e allenatore di rugby a 15 gallese
- 1948 - Peter Ellis, regista e sceneggiatore britannico († 2006)
- 1948 - Heinz Flohe, calciatore tedesco occidentale († 2013)
- 1948 - Mychajlo Forkaš, calciatore sovietico († 2011)
- 1948 - Charles Taylor, politico liberiano
- 1948 - Ilkka Kanerva, politico e dirigente sportivo finlandese († 2022)
- 1948 - Mark Mangold, tastierista e compositore statunitense
- 1948 - Celso Morga Iruzubieta, arcivescovo cattolico spagnolo
- 1948 - Anita Pichler, scrittrice e traduttrice italiana († 1997)
- 1948 - Gino Reali, vescovo cattolico italiano
- 1948 - Jeff Solem, ex calciatore statunitense
- 1948 - Sebastià Taltavull Anglada, vescovo cattolico spagnolo
- 1948 - Bennie Thompson, politico statunitense
- 1948 - Todor Todorov, ex sollevatore bulgaro
- 1948 - Shimon Ullman, informatico israeliano
- 1949 - Ibrahim bin Abd al-Aziz Al-Assaf, economista, politico e scrittore saudita
- 1949 - Lesburn Brown, crickettista e calciatore giamaicano († 2018)
- 1949 - Mickey Cave, calciatore inglese († 1984)
- 1949 - Jack Egers, hockeista su ghiaccio canadese († 2021)
- 1949 - Stefano Giovanardi, critico letterario italiano († 2012)
- 1949 - Masachika Ichimura, attore e doppiatore giapponese
- 1949 - Todd Klein, grafico statunitense
- 1949 - Leonid Litvinenko, ex multiplista sovietico
- 1949 - Kal P. Dal, cantante svedese († 1985)
- 1949 - Mike Moore, politico neozelandese († 2020)
- 1949 - Gregg Popovich, dirigente sportivo statunitense
- 1949 - Angelo Rimbano, calciatore italiano († 2022)
- 1950 - Kees Boeke, compositore e flautista olandese
- 1950 - Anna Bonaiuto, attrice italiana
- 1950 - Giovanni Freghieri, fumettista italiano
- 1950 - Bruno Gollnisch, docente e politico francese
- 1950 - David Hilmers, ex astronauta e ingegnere statunitense
- 1950 - Barbi Benton, modella, cantante e attrice statunitense
- 1950 - Piero Minutolo, politico italiano
- 1950 - Gro Anita Schønn, cantante norvegese († 2001)
- 1950 - Aldo Spoldi, artista e scrittore italiano
- 1950 - Hamad bin Isa Al Khalifa, sovrano bahreinita
- 1951 - Bernard Guetta, giornalista e politico francese
- 1951 - Karl Honz, ex velocista tedesco
- 1951 - Leonid Kostjantynovyč Kadenjuk, cosmonauta ucraino († 2018)
- 1951 - Christian Synaeghel, ex calciatore francese
- 1951 - Toni Valeruz, scialpinista e alpinista italiano
- 1952 - Osvaldo Aquino, calciatore paraguaiano († 2025)
- 1952 - Fernand Joseph Cheri, vescovo cattolico statunitense († 2023)
- 1952 - Lucio Ildebrando Cocco, medico e anatomista italiano
- 1952 - Nello Francescato, ex rugbista a 15 e medico italiano
- 1952 - Richard Glatzer, regista e sceneggiatore statunitense († 2015)
- 1952 - Günther Happich, calciatore austriaco († 1995)
- 1952 - Jean-Louis Murat, cantante, musicista e attore francese († 2023)
- 1952 - Julián Rubio, allenatore di calcio e ex calciatore spagnolo
- 1952 - Kenny Swain, allenatore di calcio e ex calciatore inglese
- 1953 - Anicée Alvina, attrice francese († 2006)
- 1953 - Richard Anconina, attore francese
- 1953 - Jim Bostic, ex cestista statunitense
- 1953 - Susan Buckner, attrice statunitense († 2024)
- 1953 - Chris Carter, musicista inglese
- 1953 - Ponciano Castro, ex calciatore colombiano
- 1953 - Robert X. Cringely, giornalista statunitense
- 1953 - Hugo Hamilton, scrittore irlandese
- 1953 - Piero Milesi, musicista, compositore e arrangiatore italiano († 2011)
- 1953 - Miki Sugimoto, attrice e modella giapponese
- 1954 - Kurt Albert, alpinista e arrampicatore tedesco († 2010)
- 1954 - Reiko Aonuma, ex cestista giapponese
- 1954 - Graziano Gori, ex calciatore italiano
- 1954 - Sigrun Krause, ex fondista tedesca
- 1954 - Marialina Marcucci, imprenditrice, politica e editrice italiana
- 1954 - Bruno Metsu, allenatore di calcio e calciatore francese († 2013)
- 1954 - Alfredo Sabbatini, fotografo italiano († 2019)
- 1954 - Kaneto Shiozawa, attore e doppiatore giapponese († 2000)
- 1954 - Willy Telavi, politico tuvaluano
- 1954 - Rick Warren, pastore protestante statunitense
- 1955 - Francesco Benigno, storico italiano
- 1955 - Jiří Granát, ex tennista cecoslovacco
- 1955 - Hans Knutsen, allenatore di calcio e ex calciatore norvegese
- 1955 - Antonio Lucisano, magistrato italiano († 2017)
- 1955 - Freddy Ravello, ex calciatore peruviano
- 1955 - Nicolas Sarkozy, politico e avvocato francese
- 1956 - Musá Magomédovič Ahmádov, drammaturgo, poeta e scrittore russo
- 1956 - Gilles Barbedette, scrittore, traduttore e attivista francese († 1992)
- 1956 - Lou Barletta, politico statunitense
- 1956 - R. Nicholas Burns, diplomatico e ambasciatore statunitense
- 1956 - Tim Flannery, paleontologo australiano
- 1956 - Alexandru Fölker, ex pallamanista rumeno
- 1956 - Suehiro Maruo, fumettista, illustratore e pittore giapponese
- 1956 - Keith Parkinson, ex calciatore inglese
- 1956 - Peter Schilling, cantante tedesco
- 1956 - Ezio Sisto, giornalista, disegnatore e fumettista italiano
- 1957 - Vasyl' Archypenko, ex ostacolista sovietico
- 1957 - Enrico Casella, allenatore di ginnastica artistica e ex rugbista a 15 italiano
- 1957 - Giuseppina Grassi, ex altista e ostacolista sammarinese
- 1957 - Harald Hudak, mezzofondista tedesco († 2024)
- 1957 - Mirjana Karanović, attrice serba
- 1957 - Harley Jane Kozak, attrice e scrittrice statunitense
- 1957 - Mark Napier, allenatore di hockey su ghiaccio e ex hockeista su ghiaccio canadese
- 1957 - Anna Pettinelli, conduttrice radiofonica, opinionista e conduttrice televisiva italiana
- 1958 - Edevaldo, ex calciatore brasiliano
- 1958 - Heinz Frei, ex atleta paralimpico, ex fondista e paraciclista svizzero
- 1959 - Ana María Sánchez de Ríos, politica e avvocata peruviana
- 1959 - Eugen Bejinariu, politico rumeno
- 1959 - Frank Darabont, regista, sceneggiatore e produttore cinematografico ungherese
- 1959 - José Gómez, ex pugile cubano
- 1959 - Renaat Landuyt, avvocato e politico belga
- 1959 - Mladen Pralija, allenatore di calcio e ex calciatore croato
- 1959 - Roberto Russo, allenatore di calcio e ex calciatore italiano
- 1959 - Dave Sharp, chitarrista e cantautore inglese
- 1959 - Leif Shiras, ex tennista statunitense
- 1960 - Loren Legarda, politica, ambientalista e giornalista filippina
- 1960 - Luís Sílvio, ex calciatore brasiliano
- 1960 - Nicky Nicolai, cantante italiana
- 1960 - Pietro Nobile, chitarrista italiano
- 1960 - Paolo Terdich, pittore italiano
- 1961 - Arnaldur Indriðason, scrittore e giornalista islandese
- 1961 - Grant Bramwell, ex canoista neozelandese
- 1961 - Alberto Giordano, liutaio italiano
- 1961 - Marco Tonazzi, ex sciatore alpino italiano
- 1962 - Michael Cage, ex cestista statunitense
- 1962 - Keith Hamilton Cobb, attore statunitense
- 1962 - Maciej Czyżowicz, ex pentatleta polacco
- 1962 - Francesca Draghetti, attrice, doppiatrice e dialoghista italiana
- 1962 - Massimo Ferrarese, politico e dirigente sportivo italiano
- 1962 - Tyra Ferrell, attrice statunitense
- 1962 - Miriam Gebhardt, storica e scrittrice tedesca
- 1962 - Dennis Ghezze, giocatore di curling italiano
- 1962 - Giovanna Melandri, politica, economista e ambientalista italiana
- 1962 - Patrice Motsepe, imprenditore sudafricano
- 1962 - Sam Phillips, cantautrice, compositrice e attrice statunitense
- 1962 - Philippe Vercruysse, ex calciatore francese
- 1963 - Kia Asamiya, fumettista, sceneggiatore e character designer giapponese
- 1963 - Daniele Bernazzani, allenatore di calcio e ex calciatore italiano
- 1963 - Andrea Bédard, ex sciatrice alpina canadese
- 1963 - Jane Jensen, autrice di videogiochi e scrittrice statunitense
- 1963 - Tony Parks, allenatore di calcio e ex calciatore inglese
- 1963 - Dan Spitz, chitarrista statunitense
- 1963 - Oleksandr Tupyc'kyj, giudice ucraino
- 1963 - Thomas Wolf, ex calciatore lussemburghese
- 1964 - Muharrem Dosti, allenatore di calcio e ex calciatore albanese
- 1964 - Juan Carlos González Salvador, dirigente sportivo e ex ciclista su strada spagnolo
- 1964 - Rasim Ljajić, politico serbo
- 1964 - Joaquin Llach, ex ciclista su strada spagnolo
- 1964 - David McPherson, allenatore di calcio e ex calciatore scozzese
- 1964 - Dirk Meier, ex pistard tedesco
- 1964 - Rozalia Oros, ex schermitrice rumena
- 1964 - Giovanni Piperno, regista e fotografo italiano
- 1964 - Juergen Teller, fotografo tedesco
- 1964 - Stefano Zanatta, dirigente sportivo e ex ciclista su strada italiano
- 1965 - George Bellas, chitarrista statunitense
- 1965 - Nadia Bonfini, ex sciatrice alpina italiana
- 1965 - Lynda Boyd, attrice canadese
- 1965 - Per Gunnar Dalløkken, ex calciatore norvegese
- 1965 - Žasmin Kapralova, ex cestista bulgara
- 1965 - Jens Kujawa, ex cestista tedesco
- 1965 - Corinna zu Sayn-Wittgenstein, nobile tedesca
- 1965 - Simon Milward, dirigente sportivo britannico († 2005)
- 1965 - Eric Moore, ex giocatore di football americano statunitense
- 1965 - Arminas Narbekovas, dirigente sportivo e ex calciatore lituano
- 1965 - Thomas Ponting, ex nuotatore canadese
- 1965 - Gianni Marco Sansonetti, ex calciatore italiano
- 1965 - Kenya Sawada, attore giapponese
- 1965 - Carlotta Tagnin, ex nuotatrice italiana
- 1965 - Marcello Antony, attore brasiliano
- 1966 - Julian Argüelles, musicista e sassofonista britannico
- 1966 - Andrea Berg, cantante tedesca
- 1966 - Dīmītrīs Dīmakopoulos, ex cestista greco
- 1966 - Seiji Mizushima, regista giapponese
- 1966 - Jari Räsänen, ex fondista finlandese
- 1966 - Wojciech Stawowy, allenatore di calcio e dirigente sportivo polacco
- 1967 - Hervé Baud, ex sciatore alpino francese
- 1967 - Jeff Crank, politico e conduttore radiofonico statunitense
- 1967 - Dag-Eilev Fagermo, allenatore di calcio e ex calciatore norvegese
- 1967 - Valerio Gazzani, ex calciatore italiano
- 1967 - Chance Kelly, attore statunitense
- 1967 - Carlos Pedroso, schermidore cubano († 2024)
- 1967 - Fabrizio Zardini, fondista e sciatore alpino italiano († 2024)
- 1968 - Germano Bonaveri, cantautore italiano
- 1968 - Rakim, rapper e attivista statunitense
- 1968 - Marnie McBean, ex canottiera canadese
- 1968 - Sarah McLachlan, cantautrice canadese
- 1968 - DJ Muggs, disc jockey e produttore discografico statunitense
- 1968 - Rubén Pereira, ex calciatore uruguaiano
- 1968 - Viviana Saccone, attrice argentina
- 1968 - Luca Scinto, dirigente sportivo e ex ciclista su strada italiano
- 1968 - Sun Bowei, allenatore di calcio e ex calciatore cinese
- 1968 - Tore Torvbråten, ex giocatore di curling norvegese
- 1968 - Yun Yeong-mi, ex cestista sudcoreana
- 1969 - Rosa María Castillejo, ex schermitrice spagnola
- 1969 - Josep Clarós, allenatore di pallacanestro spagnolo
- 1969 - Fernando Cornejo, calciatore cileno († 2009)
- 1969 - Mike Fasolo, scrittore statunitense
- 1969 - Eduard Glieder, ex calciatore austriaco
- 1969 - Evgenij Kisurin, ex cestista e allenatore di pallacanestro russo
- 1969 - Petr Kouba, ex calciatore ceco
- 1969 - Giorgio Lamberti, ex nuotatore italiano
- 1969 - Anna Carmela Minuto, politica italiana
- 1969 - Kathryn Morris, attrice statunitense
- 1969 - Jorge Otero, ex calciatore spagnolo
- 1969 - Adrian Paci, artista albanese
- 1969 - Christiana Ruggeri, giornalista e scrittrice italiana
- 1969 - Linda Sánchez, politica statunitense
- 1969 - Chiara Strazzabosco, ex cestista italiana
- 1969 - Roberto Trotta, allenatore di calcio e ex calciatore argentino
- 1969 - Jan Veenhof, allenatore di calcio e ex calciatore olandese
- 1970 - Tomas Asklund, batterista svedese
- 1970 - Gabriele Caleca, ex giocatore di calcio a 5 italiano
- 1970 - Valeria Cappellotto, ciclista su strada italiana († 2015)
- 1970 - Giuseppe Castiglione, ex calciatore italiano
- 1970 - Alejandro Farías, ex calciatore argentino
- 1970 - Antonio Ferrara, politico italiano
- 1970 - Paul Gray, ex calciatore nordirlandese
- 1970 - Andrea Pellicini, politico italiano
- 1970 - Dalibor Slezák, ex calciatore ceco
- 1970 - Donald Tardy, batterista statunitense
- 1971 - Mario Biondi, cantautore e arrangiatore italiano
- 1971 - Francesca Cheyenne, conduttrice radiofonica, conduttrice televisiva e autrice televisiva italiana
- 1971 - Anthony Hamilton, cantautore e produttore discografico statunitense
- 1971 - Han Wenhai, ex calciatore e ex giocatore di calcio a 5 cinese
- 1971 - Elena Russo Arman, attrice teatrale e regista teatrale italiana
- 1971 - Bernie Smith, tastierista britannico
- 1971 - Mickalene Thomas, artista e regista statunitense
- 1971 - Fred Vinson, ex cestista e allenatore di pallacanestro statunitense
- 1972 - Elena Baranova, ex cestista russa
- 1972 - Léon van Bon, ex ciclista su strada e pistard olandese
- 1972 - Monifah, cantautrice, attrice e personaggio televisivo statunitense
- 1972 - Amy Coney Barrett, avvocato e giurista statunitense
- 1972 - Bent Inge Johnsen, allenatore di calcio e ex calciatore norvegese
- 1972 - Gianluca Lamacchi, ex calciatore italiano
- 1972 - Peter McDonald, attore irlandese
- 1972 - Mark Regan, ex rugbista a 15 britannico
- 1972 - Eleonore Richon, ex sciatrice alpina francese
- 1972 - Tarik Saleh, regista e sceneggiatore svedese
- 1972 - Gillian Vigman, attrice statunitense
- 1973 - Jason Aaron, fumettista statunitense
- 1973 - Jerome Allen, ex cestista e allenatore di pallacanestro statunitense
- 1973 - Carl Asaba, ex calciatore inglese
- 1973 - Omar Fantini, conduttore televisivo, conduttore radiofonico e comico italiano
- 1973 - Virgilio Ferreira, ex calciatore paraguaiano
- 1973 - Katarina Kresal, giurista e politica slovena
- 1973 - Tat'jana Malinina, ex pattinatrice artistica su ghiaccio uzbeka
- 1973 - Tomislav Marić, ex calciatore e allenatore di calcio croato
- 1973 - Stephanie Ortwig, ex nuotatrice tedesca
- 1973 - Joe Stephens, ex cestista statunitense
- 1974 - Patrick Banda, calciatore zambiano († 1993)
- 1974 - Tony Delk, ex cestista e allenatore di pallacanestro statunitense
- 1974 - Steve Dugardein, allenatore di calcio e ex calciatore belga
- 1974 - Jody Egginton, ingegnere, progettista e dirigente sportivo britannico
- 1974 - Giuseppe Maffei, ex siepista italiano
- 1974 - Davana Medina, culturista portoricana
- 1974 - Ramsey Nasr, attore e poeta olandese
- 1974 - Ty Olsson, attore canadese
- 1974 - Kari Traa, ex sciatrice freestyle norvegese
- 1974 - Weng Hsiao-mei, ex cestista taiwanese
- 1974 - Yao Xia, ex calciatore cinese
- 1975 - Tommaso Cerno, giornalista e politico italiano
- 1975 - Tanya Chua, cantante, compositrice e produttrice discografica singaporiana
- 1975 - Terri Conn, attrice statunitense
- 1975 - Elena Cotiga, ex cestista moldava
- 1975 - Julian Dean, dirigente sportivo, ex ciclista su strada e pistard neozelandese
- 1975 - Susana Feitor, marciatrice portoghese
- 1975 - Magnus Heunicke, politico danese
- 1975 - Hiroshi Kamiya, doppiatore giapponese
- 1975 - Tim Montgomery, ex velocista statunitense
- 1975 - Anne Montminy, ex tuffatrice, commentatore televisivo e avvocata canadese
- 1975 - Christelle Morançais, politica francese
- 1975 - Shark Boy, wrestler statunitense
- 1975 - Riccardo Tozzi, ex arbitro di calcio italiano
- 1976 - Pierrick Bourgeat, ex sciatore alpino francese
- 1976 - Walter Coyette, allenatore di calcio e ex calciatore argentino
- 1976 - Lee Ingleby, attore e sceneggiatore britannico
- 1976 - Ayao Komatsu, manager giapponese
- 1976 - Julien Lucas, attore e doppiatore francese
- 1976 - Mark Madsen, ex cestista e allenatore di pallacanestro statunitense
- 1976 - Hamid Merakchi, calciatore e allenatore di calcio algerino († 2024)
- 1976 - Gunnar Norebø, ex calciatore norvegese
- 1976 - Rick Ross, rapper e attore statunitense
- 1976 - Miltiadīs Sapanīs, ex calciatore greco
- 1976 - Jaroslav Slávik, ex slittinista slovacco
- 1976 - Souleymane Wane, ex cestista senegalese
- 1976 - Manuela Zanier, cantante e attrice italiana
- 1977 - Sandis Buškevics, allenatore di pallacanestro e ex cestista lettone
- 1977 - Cristian Carrara, compositore e politico italiano
- 1977 - Daunte Culpepper, ex giocatore di football americano statunitense
- 1977 - Antonio Delgado, avvocato e politico statunitense
- 1977 - Joey Fatone, cantante, attore e personaggio televisivo statunitense
- 1977 - Maximilian Krah, politico tedesco
- 1977 - Audrius Kšanavičius, ex calciatore e ex giocatore di calcio a 5 lituano
- 1977 - Marcelo Lipatín, ex calciatore uruguaiano
- 1977 - Pablo Nassar, ex calciatore costaricano
- 1977 - Andrés Neuman, scrittore, poeta e traduttore argentino
- 1977 - Francisco Antonio Pavón, ex calciatore honduregno
- 1977 - Takuma Satō, pilota automobilistico giapponese
- 1977 - Bekir Yarangüme, ex cestista turco
- 1977 - Zhao Tao, attrice cinese
- 1978 - Gianluigi Buffon, dirigente sportivo e ex calciatore italiano
- 1978 - Jamie Carragher, opinionista e ex calciatore inglese
- 1978 - Papa Bouba Diop, calciatore senegalese († 2020)
- 1978 - Sergej Golubev, bobbista russo
- 1978 - Román González, cestista argentino
- 1978 - Jasmin Handanovič, ex calciatore sloveno
- 1978 - Jin Mi-jeong, ex cestista sudcoreana
- 1978 - Varmah Kpoto, ex calciatore liberiano
- 1978 - Terrence Metcalf, ex giocatore di football americano statunitense
- 1978 - Monica Roccaforte, ex attrice pornografica ungherese
- 1978 - Big Freedia, rapper e personaggio televisivo statunitense
- 1978 - Sheamus, wrestler irlandese
- 1978 - Mike Souza, allenatore di hockey su ghiaccio e ex hockeista su ghiaccio statunitense
- 1978 - Cristian Tula, allenatore di calcio e ex calciatore argentino
- 1979 - Ali Boulala, skater svedese
- 1979 - Melvin Brown, ex calciatore messicano
- 1979 - Branislav Krunić, allenatore di calcio e ex calciatore bosniaco
- 1979 - Máximo Lucas, ex calciatore uruguaiano
- 1979 - Samantha Schmütz, attrice, umorista e imitatrice brasiliana
- 1979 - Jeff Whitley, ex calciatore zambiano
- 1980 - Nick Carter, cantante e musicista statunitense
- 1980 - Yasuhito Endō, allenatore di calcio e ex calciatore giapponese
- 1980 - Brian Fallon, cantautore statunitense
- 1980 - Michael Hastings, giornalista e scrittore statunitense († 2013)
- 1980 - Jesse James Hollywood, criminale statunitense
- 1980 - Lee Yoo-ri, attrice sudcoreana
- 1980 - Claude Marquis, cestista francese († 2024)
- 1980 - Karel Piták, allenatore di calcio e ex calciatore ceco
- 1980 - Dejan Rusmir, ex calciatore serbo
- 1980 - Davy Theunis, ex calciatore belga
- 1981 - Marko Babić, allenatore di calcio e ex calciatore croato
- 1981 - Tim Boetsch, artista marziale misto statunitense
- 1981 - Janna Fassaert, attrice olandese
- 1981 - Maykel Galindo, ex calciatore cubano
- 1981 - Erlend Hanstveit, ex calciatore norvegese
- 1981 - Atef Maoua, ex cestista tunisino
- 1981 - Patrick Mtiliga, dirigente sportivo e ex calciatore danese
- 1981 - André Muff, ex calciatore svizzero
- 1981 - Marque Perry, ex cestista statunitense
- 1981 - Valon Ratkoceri, attore kosovaro
- 1981 - Nenad Savić, ex calciatore svizzero
- 1981 - Kill the Noise, disc jockey e produttore discografico statunitense
- 1981 - Alessia Tognolli, schermitrice italiana
- 1981 - Elijah Wood, attore e doppiatore statunitense
- 1982 - Martín Cárdenas, pilota motociclistico colombiano
- 1982 - Saša Cilinšek, ex calciatore serbo
- 1982 - Omar Cook, ex cestista e allenatore di pallacanestro statunitense
- 1982 - Federico Crivelli, ex calciatore argentino
- 1982 - Alessio De Filippis, doppiatore italiano
- 1982 - Michaël Guigou, ex pallamanista francese
- 1982 - Jan Kopecký, pilota di rally ceco
- 1982 - Cyril Nocenti, allenatore di sci alpino e ex sciatore alpino francese
- 1982 - Tam Nsaliwa, ex calciatore canadese
- 1982 - Cynthia Olavarria, modella portoricana
- 1982 - Sébastien Puygrenier, ex calciatore francese
- 1982 - Giacomo Sagripanti, direttore d'orchestra italiano
- 1982 - Ainett Stephens, modella, personaggio televisivo e showgirl venezuelana
- 1982 - Rob Thomson, ex cestista statunitense
- 1982 - Camila Sosa Villada, scrittrice e attrice argentina
- 1982 - Katja Wächter, schermitrice tedesca
- 1983 - Camila Alves, modella e stilista brasiliana
- 1983 - Thierry Baudet, politico olandese
- 1983 - Jonas Eidevall, allenatore di calcio svedese
- 1983 - Juraj Franko, hockeista in-line slovacco
- 1983 - Alessandro Gazzi, allenatore di calcio e ex calciatore italiano
- 1983 - Sandy Leah Lima, cantante, compositrice e attrice brasiliana
- 1983 - Milan Majstorović, ex cestista serbo
- 1983 - Danny Makkelie, arbitro di calcio olandese
- 1983 - Renáta Medgyesová, ex lunghista e altista slovacca
- 1983 - Richard Pacquette, calciatore inglese
- 1983 - Leon Panikvar, ex calciatore sloveno
- 1983 - Urko Pardo, ex calciatore spagnolo
- 1983 - Carlos Peppe, calciatore uruguaiano
- 1983 - Virginie Pichet, ex tennista francese
- 1983 - Gianvito Plasmati, ex calciatore italiano
- 1983 - Abednico Powell, ex calciatore botswano
- 1983 - Robinho, giocatore di calcio a 5 brasiliano
- 1983 - Chiara Rosa, ex pesista italiana
- 1983 - Ángel Manuel Soto, regista portoricano
- 1983 - Ekaterina Voroncova, ex fondista russa
- 1983 - Chris Wondolowski, allenatore di calcio e ex calciatore statunitense
- 1983 - Kimmo Yliriesto, ex saltatore con gli sci finlandese
- 1984 - Lyrical Son, rapper kosovaro
- 1984 - Vanesa Butera, attrice, cantante e compositrice argentina
- 1984 - Danny Gibson, ex cestista statunitense
- 1984 - Stephen Gostkowski, ex giocatore di football americano statunitense
- 1984 - Jordan Harvey, ex calciatore statunitense
- 1984 - Andre Iguodala, ex cestista statunitense
- 1984 - Issam Jemâa, ex calciatore tunisino
- 1984 - Tomáš Labun, ex calciatore slovacco
- 1984 - Simon Laner, calciatore italiano
- 1984 - Anne Panter, hockeista su prato britannica
- 1984 - Srđan Pavlov, calciatore serbo
- 1984 - Aleksej Reunkov, maratoneta russo
- 1984 - Gilles Seywert, arciere lussemburghese
- 1984 - Xu Gang, ex ciclista su strada cinese
- 1984 - Ya Boy, rapper statunitense
- 1984 - Safee Sali, calciatore malese
- 1985 - Eduardo Aranda, ex calciatore paraguaiano
- 1985 - Pavel Černý, calciatore ceco
- 1985 - J. Cole, rapper e produttore discografico statunitense
- 1985 - Lauris Dārziņš, hockeista su ghiaccio lettone
- 1985 - Tom Hopper, attore britannico
- 1985 - Aya Miyama, ex calciatrice giapponese
- 1985 - Arnold Mvuemba, ex calciatore francese
- 1985 - Álvaro Navarro, allenatore di calcio e ex calciatore uruguaiano
- 1985 - Yemi Ogunoye, ex cestista statunitense
- 1985 - Harm Osmers, arbitro di calcio tedesco
- 1985 - Lisbeth Trickett, ex nuotatrice australiana
- 1986 - Tadija Dragićević, ex cestista serbo
- 1986 - Jessica Ennis-Hill, ex multiplista britannica
- 1986 - Nate Jones, ex giocatore di baseball statunitense
- 1986 - Uladzimir Levaneŭski, attivista bielorusso
- 1986 - Tommy Milner, pilota automobilistico statunitense
- 1986 - Nathan Outteridge, velista australiano
- 1986 - Antōnīs Petropoulos, ex calciatore greco
- 1986 - Fabio Pisacane, allenatore di calcio e ex calciatore italiano
- 1986 - André Senghor, ex calciatore senegalese
- 1986 - Miguel Torres Gómez, ex calciatore spagnolo
- 1986 - Miguel Uribe Turbay, politico colombiano († 2025)
- 1987 - Alexandria Anderson, velocista statunitense
- 1987 - Jerónimo Barrales, calciatore argentino
- 1987 - Joël Damahou, ex calciatore ivoriano
- 1987 - Anne Helin, hockeista su ghiaccio finlandese
- 1987 - Michail Keržakov, calciatore russo
- 1987 - Arnas Labuckas, ex cestista lituano
- 1987 - Sivert Lund, ex giocatore di calcio a 5 e calciatore norvegese
- 1987 - Žarko Marković, ex calciatore serbo
- 1987 - Matteo Martino, pallavolista italiano
- 1987 - Stefano Mercante, ex cestista italiano
- 1987 - Yadisleidy Pedroso, ostacolista cubana
- 1987 - João Pinto, hockeista su pista portoghese
- 1987 - Pavel Ricka, calciatore ceco
- 1987 - Seth Sinovic, ex calciatore statunitense
- 1987 - Tom Youngs, rugbista a 15 britannico
- 1988 - Liannet Borrego, attrice cubana
- 1988 - Francesca Clapcich, velista italiana
- 1988 - AKA, rapper e cantante sudafricano († 2023)
- 1988 - Geir André Herrem, calciatore norvegese
- 1988 - Alexandra Krosney, attrice statunitense
- 1988 - Camille Lepage, fotoreporter francese († 2014)
- 1988 - Adriano Malori, ex ciclista su strada e pistard italiano
- 1988 - Babacar Ndiour, calciatore senegalese
- 1988 - Dorjnyambuugiin Otgondalai, pugile mongolo
- 1988 - Sanada, wrestler giapponese
- 1988 - Yuri Sardarov, attore statunitense
- 1988 - Bjorn Selander, ex ciclista su strada e ciclocrossista statunitense
- 1988 - Marcus Simmons, ex cestista statunitense
- 1989 - Élise Delzenne, ex ciclista su strada e pistard francese
- 1989 - Jason Hoffman, calciatore australiano
- 1989 - Siem de Jong, ex calciatore olandese
- 1989 - Bruno Massot, pattinatore artistico su ghiaccio francese
- 1989 - Elisha Muroiwa, calciatore zimbabwese
- 1989 - Antilena Nicolizas, doppiatrice e attrice teatrale italiana
- 1989 - Ronny Philp, ex calciatore rumeno
- 1989 - Gamze Tazim, attrice olandese
- 1989 - Ivan Temnikov, calciatore russo
- 1989 - Małgorzata Tomaszewska, giornalista e conduttrice televisiva polacca
- 1989 - Alessandro Vaglio, giocatore di baseball italiano
- 1989 - Richard Varga, triatleta slovacco
- 1990 - Ahmed Ali, calciatore emiratino
- 1990 - Ichiko Aoba, cantautrice giapponese
- 1990 - Daniel Arroyo, calciatore salvadoregno
- 1990 - Onur Ayık, calciatore tedesco
- 1990 - Nina Chydenius, mezzofondista e maratoneta finlandese
- 1990 - Daylon Claasen, calciatore sudafricano
- 1990 - Markus Deibler, ex nuotatore tedesco
- 1990 - Maksym Dračenko, calciatore ucraino
- 1990 - Jacopo Èt, paroliere, compositore e cantautore italiano
- 1990 - Hélio Monteiro Batista, calciatore brasiliano
- 1990 - Karl-Johan Johnsson, calciatore svedese
- 1990 - Nicolás Mazzola, calciatore argentino
- 1990 - Marek Štěch, calciatore ceco
- 1990 - Zhang Kailin, ex tennista cinese
- 1991 - Mahmoud Alaa Eldin, calciatore egiziano
- 1991 - Lázaro Álvarez, pugile cubano
- 1991 - Aminou Bouba, calciatore camerunese
- 1991 - Mallory Burdette, ex tennista statunitense
- 1991 - Rimmel Daniel, calciatore grenadino
- 1991 - Dieter Dekoninck, ex nuotatore belga
- 1991 - Josep Franch, cestista spagnolo
- 1991 - Ewan Grandison, ex calciatore giamaicano
- 1991 - Abdel Hsissane, calciatore francese
- 1991 - Kai Kazmirek, multiplista tedesco
- 1991 - Carl Klingberg, hockeista su ghiaccio svedese
- 1991 - Jordan Mustoe, calciatore inglese
- 1991 - Raphael Odogwu, calciatore italiano
- 1991 - Marta Onofre, astista portoghese
- 1991 - Nicolás Royón, calciatore uruguaiano
- 1991 - Wellington Aparecido Martins, calciatore brasiliano
- 1991 - Terrance West, giocatore di football americano statunitense
- 1991 - Calum Worthy, attore canadese
- 1991 - Yan Junling, calciatore cinese
- 1991 - Wan Zack Haikal, calciatore malese
- 1992 - Sergio Araujo, calciatore argentino
- 1992 - Loïc Baal, calciatore francese
- 1992 - John Brown, cestista statunitense
- 1992 - Alex Davis, cestista statunitense
- 1992 - Marcell Deák-Nagy, velocista ungherese
- 1992 - Angelica Dibiase, giocatrice di calcio a 5 italiana
- 1992 - Simone Egeriis, cantante danese
- 1992 - Fabrício Isidoro, calciatore brasiliano
- 1992 - Oussama Haddadi, calciatore tunisino
- 1992 - William Henrique, calciatore brasiliano
- 1992 - Shomari Kapombe, calciatore tanzaniano
- 1992 - Matilda Lutz, attrice e modella italiana
- 1992 - Scott Patterson, fondista statunitense
- 1992 - Ralph Ting, attore cinese
- 1992 - Petrişor Toniţă, giocatore di calcio a 5 romeno
- 1992 - Stauros Vasilantōnopoulos, calciatore greco
- 1993 - Arnaud Art, astista belga
- 1993 - Richmond Boakye, calciatore ghanese
- 1993 - John Anthony Brooks, calciatore statunitense
- 1993 - Mauricio Cuero, calciatore colombiano
- 1993 - Chukwuebuka Enekwechi, pesista statunitense
- 1993 - Tornik'e Grigalashvili, calciatore georgiano
- 1993 - Brandon Mechele, calciatore belga
- 1993 - Corey Moore, giocatore di football americano statunitense
- 1993 - Hanner Mosquera, cestista colombiano
- 1993 - Iszmail Muszukajev, lottatore russo
- 1993 - Santiago Nagüel, calciatore argentino
- 1993 - Hawk, rapper greco
- 1993 - Will Poulter, attore britannico
- 1993 - Speedy Smith, cestista statunitense
- 1993 - Coline Varcin, ex biatleta francese
- 1993 - Debora Vivarelli, tennistavolista italiana
- 1993 - Alan Williams, cestista statunitense
- 1993 - Alcides de Souza Faria Júnior, calciatore brasiliano
- 1994 - Allan Alaalatoa, rugbista a 15 australiano
- 1994 - Haris Belkebla, calciatore algerino
- 1994 - Joel Bolomboy, cestista ucraino
- 1994 - Alessandro Celli, calciatore italiano
- 1994 - Santiago Charamoni, ex calciatore uruguaiano
- 1994 - Ibrahima Cissé, calciatore belga
- 1994 - Dorian Coninx, triatleta francese
- 1994 - Donte Deayon, giocatore di football americano statunitense
- 1994 - Leonel Di Plácido, calciatore argentino
- 1994 - Kenny Gaines, ex cestista statunitense
- 1994 - Luciano, rapper tedesco
- 1994 - Ema Horvath, attrice statunitense
- 1994 - Sebestyén Ihrig-Farkas, calciatore ungherese
- 1994 - Urs Kryenbühl, ex sciatore alpino svizzero
- 1994 - Maluma, cantautore, personaggio televisivo e attore colombiano
- 1994 - Geirton Marques Aires, calciatore brasiliano
- 1994 - Suela Mëhilli, sciatrice alpina italiana
- 1994 - Uroš Nenadović, calciatore serbo
- 1994 - Sidney de Freitas Pages, calciatore brasiliano
- 1994 - Pol Roigé, calciatore spagnolo
- 1994 - Junior Sornoza, calciatore ecuadoriano
- 1994 - Kaspars Svārups, calciatore lettone
- 1994 - Elisabetta Tassinari, cestista italiana
- 1994 - Zhu Lin, tennista cinese
- 1994 - Jan Švandrlík, cestista ceco
- 1995 - Peet Bijen, ex calciatore olandese
- 1995 - Diego Coelho, calciatore uruguaiano
- 1995 - Wylan Cyprien, calciatore francese
- 1995 - Francisco Di Franco, calciatore argentino
- 1995 - Merle Frohms, calciatrice tedesca
- 1995 - Diego González Polanco, calciatore spagnolo
- 1995 - Calvin Hemery, tennista francese
- 1995 - Marc-Oliver Kempf, calciatore tedesco
- 1995 - András Kállay-Saunders, cantante statunitense
- 1995 - Rodny Lopes Cabral, calciatore olandese
- 1995 - Kevin Mercado, calciatore ecuadoriano
- 1995 - Bevic Moussiti-Oko, calciatore congolese (Repubblica del Congo)
- 1995 - Narciso Orellana, calciatore salvadoregno
- 1995 - Elier Pozo, calciatore cubano
- 1995 - Raphaella Monteiro da Silva, cestista brasiliana
- 1995 - Valentina Rodini, ex canottiera italiana
- 1995 - Inovel Romero, pallavolista cubano
- 1995 - Alef dos Santos Saldanha, calciatore brasiliano
- 1996 - Nilson Castrillón, calciatore colombiano
- 1996 - Milan Gajić, calciatore serbo
- 1996 - Rei Higuchi, lottatore giapponese
- 1996 - Chris Lacy, giocatore di football americano statunitense
- 1996 - Lorran de Oliveira Quintanilha, calciatore brasiliano
- 1996 - Lebo Mothiba, calciatore sudafricano
- 1996 - Pavel Osipov, ex calciatore russo
- 1996 - Esteban Rueda, calciatore argentino
- 1996 - Sébastien Salles-Lamonge, calciatore francese
- 1996 - Cristian Sención, calciatore uruguaiano
- 1996 - Luca Sperandio, rugbista a 15 italiano
- 1996 - Ksenija Stankevič, lottatrice bielorussa
- 1996 - Paweł Stolarski, calciatore polacco
- 1996 - John-Patrick Strauß, calciatore tedesco
- 1996 - Keyshawn Woods, cestista statunitense
- 1996 - César Yanis, calciatore panamense
- 1997 - Adel Bettaieb, calciatore francese
- 1997 - Kerry Blackshear, cestista statunitense
- 1997 - Nutsa Buzaladze, cantautrice e ballerina georgiana
- 1997 - Terryana D'Onofrio, karateka italiana
- 1997 - Aymen Dahmen, calciatore tunisino
- 1997 - Trevor David, calciatore olandese
- 1997 - Mohammed Jumaa, calciatore emiratino
- 1997 - Ke'Bryan Hayes, giocatore di baseball statunitense
- 1997 - Obi Igbokwe, velocista statunitense
- 1997 - Jonas Gomes de Sousa, calciatore brasiliano
- 1997 - Bojan Knežević, calciatore croato
- 1997 - Norbert Kobielski, altista polacco
- 1997 - Eduard Löwen, calciatore tedesco
- 1997 - Martín Marta, calciatore uruguaiano
- 1997 - Claudinho, calciatore brasiliano
- 1997 - Mons Røisland, snowboarder norvegese
- 1997 - Brodric Thomas, cestista statunitense
- 1997 - Joaquín Torres, calciatore argentino
- 1997 - Brandon Wilson, calciatore botswano
- 1997 - Dries Wouters, calciatore belga
- 1997 - Yang Kaiwen, goista cinese
- 1997 - Ryan Yates, calciatore inglese
- 1998 - Javier Acevedo, nuotatore canadese
- 1998 - Patricio Boolsen, calciatore argentino
- 1998 - Mert Ramazan Demir, attore turco
- 1998 - Eliton Júnior, calciatore brasiliano
- 1998 - Adrià Guerrero, calciatore spagnolo
- 1998 - HRVY, cantante e conduttore televisivo britannico
- 1998 - Colin Heiderscheid, ciclista su strada e ciclocrossista lussemburghese
- 1998 - Thomas Isherwood, calciatore svedese
- 1998 - Samson Iyede, calciatore nigeriano
- 1998 - Aksel Kankaanranta, cantante finlandese
- 1998 - Sara Labidi, doppiatrice italiana
- 1998 - Matt Manning, giocatore di baseball statunitense
- 1998 - Jan Martínez, pallavolista argentino
- 1998 - Fleur Nagengast, ex ciclocrossista e ex ciclista su strada olandese
- 1998 - Jeremy Petris, calciatore francese
- 1998 - Payton Pritchard, cestista statunitense
- 1998 - Iván Salazar, calciatore uruguaiano
- 1998 - Avi Schafer, cestista giapponese
- 1998 - Alejandro Sotillos, calciatore spagnolo
- 1998 - Mateusz Spychała, calciatore polacco
- 1998 - Milić Starovlah, cestista montenegrino
- 1998 - Jack Stoll, giocatore di football americano statunitense
- 1998 - Tony Tate, giocatore di football americano statunitense
- 1998 - Regine Tugade, velocista
- 1998 - Ariel Winter, attrice statunitense
- 1998 - Dani de Wit, calciatore olandese
- 1998 - Jorge Álvarez, calciatore honduregno
- 1999 - Abubakr Abakarov, lottatore russo
- 1999 - Hiroki Abe, calciatore giapponese
- 1999 - Martina Ferrara, pallavolista italiana
- 1999 - Marijke Groenewoud, pattinatrice di velocità su ghiaccio olandese
- 1999 - Candelaria Herrera, pallavolista argentina
- 1999 - Sara Holmgaard, calciatrice danese
- 1999 - Karen Holmgaard, calciatrice danese
- 1999 - Charles M'Mombwa, calciatore tanzaniano
- 1999 - Bushido Zho, rapper russo
- 1999 - Dimitar Mitrovski, calciatore macedone
- 1999 - Nemanja Mićević, calciatore serbo
- 1999 - Jan Ras, calciatore olandese
- 1999 - Jazeek, rapper tedesco
- 1999 - Kalidou Sidibé, calciatore francese
- 1999 - Adrian Skindlo, giocatore di calcio a 5 e calciatore norvegese
- 1999 - Evgenij Somov, nuotatore russo
- 1999 - Anton Tanghe, calciatore belga
- 1999 - Zhang Zhenlin, cestista cinese
- 2000 - Ronnie Bell, giocatore di football americano statunitense
- 2000 - Aaron Connolly, calciatore irlandese
- 2000 - Mathijs Desmet, pallavolista belga
- 2000 - Maria Luisa Filangeri, calciatrice italiana
- 2000 - Christian Früchtl, calciatore tedesco
- 2000 - Yū Hanaguruma, nuotatore giapponese
- 2000 - Alexis Holmes, velocista statunitense
- 2000 - Minami Itahashi, tuffatrice giapponese
- 2000 - Sonny Laiton, calciatore francese
- 2000 - Julia Lester, attrice statunitense
- 2000 - Nicole Maurer, saltatrice con gli sci canadese
- 2000 - Načyn Monguš, lottatore russo
- 2000 - Anaís Méndez, atleta paralimpica ecuadoriana
- 2000 - Facundo Parada, calciatore uruguaiano
- 2000 - Abel Ruiz, calciatore spagnolo
- 2000 - Dušan Vlahović, calciatore serbo

## XXI secolo(47)
- 2001 - Phoebe Bacon, nuotatrice statunitense
- 2001 - Katharine Berkoff, nuotatrice statunitense
- 2001 - Tarik Biberović, cestista bosniaco
- 2001 - Joaquín Blázquez, calciatore argentino
- 2001 - Lorenzo Cannone, rugbista a 15 italiano
- 2001 - Marc Lamti, ex calciatore tunisino
- 2001 - Dennick Luke, velocista, mezzofondista e ostacolista dominicense
- 2001 - Roberto Molina, calciatore salvadoregno
- 2001 - Gabriela Orvošová, pallavolista ceca
- 2001 - Ismael Saibari, calciatore marocchino
- 2001 - Marvin Senaya, calciatore francese
- 2001 - Anton Smirnov, scacchista australiano
- 2001 - Mauro Valiente, calciatore argentino
- 2001 - Isaiah Wong, cestista statunitense
- 2002 - Alan Acevedo, calciatore uruguaiano
- 2002 - Tabyana Ali, attrice e scrittrice statunitense
- 2002 - Azahriah, cantante e youtuber ungherese
- 2002 - Valerio Giulii Capponi, giocatore di calcio a 5 italiano
- 2002 - Christian Gonzalez, giocatore di football americano statunitense
- 2002 - Theodore Ku-Dipietro, calciatore statunitense
- 2002 - Francisco Petrasso, calciatore argentino
- 2002 - Gianluca Pollefliet, pistard e ciclista su strada belga
- 2002 - Jayson Tchicamboud, cestista francese
- 2002 - Milán Vitális, calciatore ungherese
- 2002 - Tim Wafler, pistard austriaco
- 2002 - Luka Škaričić, calciatore croato
- 2003 - Inas, rapper bosniaco
- 2003 - Samuel Edozie, calciatore inglese
- 2003 - Sharon Kantor, velista israeliana
- 2003 - Mila, calciatore brasiliano
- 2003 - Whitney Peak, attrice e modella canadese
- 2003 - Tatyana Volozhanina, ginnasta bulgara
- 2003 - Wu Qingfeng, nuotatrice cinese
- 2004 - Emoni Bates, cestista statunitense
- 2004 - Jean Pedroso, calciatore brasiliano
- 2004 - Giulia Cotroneo, ginnasta italiana
- 2004 - Miguel Falé, calciatore portoghese
- 2004 - Titouan Fortun, calciatore malgascio
- 2004 - Jaylen Martin, cestista statunitense
- 2004 - António Morgado, ciclista su strada e pistard portoghese
- 2004 - Ernest Poku, calciatore olandese
- 2005 - Tomas Galvez, calciatore finlandese
- 2005 - Anastasia Kusmawan, nuotatrice artistica australiana
- 2005 - Vivaldo Semedo, calciatore portoghese
- 2006 - Tevis Gabriel, calciatore brasiliano
- 2008 - Ameerah Wardatul Bolkiah, principessa bruneiana
- 2008 - Ivanna Burba, nuotatrice artistica ucraina

## Senza anno specificato(1)
- William Seward Burroughs, inventore statunitense († 1898)